# Chris Peers
Chris Peers (Deinze, 3 de marzo de 1970) fue un ciclista profesional belga.

## Biografía
Profesional entre 1992 y 2004, se ha ilustrado sobre todo sobre las carreras flamencas. Ha logrado el Circuito franco-belga en 2001.
En 2003, la casa de Chris Peers fue intervenida como parte de una investigación sobre el tráfico de hormonas y estimulantes involucrando al veterinario Jose Landuyt y otros cortredores como Johan Museeuw, Jo Planckaert y Mario De Clercq. En octubre de 2004, la Federación Belga de Ciclismo sancionó con dos años de suspensión a Peers, considerando que los investigadores habían reunido pruebas suficientes para establecer una infracción de las regulaciones de dopaje vigentes. Peers no apeló esta decisión y es fue el fin de su carrera. El juicio penal, iniciado en octubre de 2007 en el Tribunal Penal de Kortrijk, y que se reanudó en septiembre de 2008, después de que el Tribunal Constitucional haya respondido a dos preguntas preliminares del tribunal.

## Palmarés
1988
- Campeonato de Bélgica júnior

1996
- Gran Premio de la Villa de Zottegem

2001
- Circuito Franco-Belga, más 1 etapa

2003
- Circuit de l'Escaut

## Résultados en las Grandes Vueltas

### Vuelta a España
- 1998 : 73.º de la clasificación general.
- 1999 : Abandona

### Tour de Francia
- 2000 : Abandona (17.ª etapa)